# プラウドファミリー
プラウドファミリー（原題：The Proud Family）とは、アメリカのテレビアニメ。
アメリカでは2001年9月15日から2005年8月19日までディズニー・チャンネルで放送された。日本では後述の配信まで一部を除き未放送だった。

## 概要
本作は、ウォルト・ディズニー・アニメーション・スタジオのアニメーター、ブルース・W・スミスが手掛け、ジャンバラヤ・スタジオで制作された。本作の後半のお話の多くは、Adobe Flashを使用し製作された。マイケル・ペラザはこの番組のアートディレクターだった。

### リロ・アンド・スティッチとのコラボ
リロ・アンド・スティッチのテレビアニメ版『リロ・アンド・スティッチ ザ・シリーズ』のエピソード『スパッツ』では、プラウド家がハワイへ向い、スティッチと初めて会う。この回だけは日本のディズニー・チャンネル（2006年7月17日に初放送）とテレビ東京のディズニータイム（2006年2月頃）とDlifeで放送されたことがある。

### リバイバル版
2020年2月27日にリバイバル版が発表され、アメリカのDisney+にて『The Proud Family: Louder and Prouder』のタイトルで2022年に配信された。日本では『全力!プラウドファミリー』という邦題で2022年2月23日に配信された。新たにマヤレイボウィッツ・ジェンキンスという女の子が加わり、声優のキキ・パーマーが担当するとしている。
また、日本では未放送となっていた前述のテレビシリーズもリバイバル版配信開始に合わせて、2022年2月23日に配信された。

## 登場人物

### プラウド一家
ペニー・プラウド
声：カイラ・プラット、吹：不明(リロ・アンド・スティッチ ザ・シリーズ)/芝崎典子
アフリカ系アメリカ人の14歳の女の子、いつもは父のオスカーに困っている。
トゥルーディー・プラウド
声：ポーラ・ジャイ・パーカー、吹：不明 (リロ・アンド・スティッチ ザ・シリーズ)/朴璐美
ペニーの母、ベベとセセ、オスカーの妻、シュガー・ママの義理の娘、ボビー・プラウドの義理の姉。
オスカー・プラウド
声：トミー・デビッドソン、吹：不明 (リロ・アンド・スティッチ ザ・シリーズ)/飛田展男
ペニーの父で、トゥルーディーの夫で、ボビープラウドの弟で、シュガー・ママの息子。
スナック食品企業『プラウド・スナック』は、オスカーが経営している。
シュガー・ママ・プラウド
声：ジョー・マリー・ペイトン、吹：島宗りつこ (リロ・アンド・スティッチ ザ・シリーズ)/緑川博子
ペニーとビービーとシーシーの祖母、レスリングが得意。
ビービーとシーシー
声：タラ・ストロング 吹：不明（ビービー）、津田里穂（シーシー）
ペニーの兄弟、赤ん坊。
パフ
声：タラ・ストロング、カルロス・アラズラキ（ザ・ムービー） 吹：原語流用
シュガー・ママの愛犬プードル。

### ペニーのクラス
ディジョネイ・ジョーンズ
声：カレン・マリナ・ホワイト、吹：小島幸子
ペニーの大親友
ゾーイ・ハウザー
声：ソレイユ・ムーン・フライ、吹：祭田絵理
おくびょうで照れ屋なメガネの女の子。
ラ・シェネガ・ブールバーデズ
声：アリサ・レイズ、吹：山本亜衣
フィリックスとサンセットの娘、学校ではトップで、とても優秀な美少女。
スティッキー・ウェブ
声：オーランド・ブラウン、吹：西村健志
ペニーの男友達
グロス・シスターズ
声：ラケル・リー、不明（ジーナ）、佐伯美由紀（ヌビア）、不明（オレイ）

### その他
ボビー・プラウド
声：セドリック・ザ・エンターテイナー、アルセニオ・ホール（ザ・ムービー）、吹：落合弘治
オスカーの兄で、シュガー・ママの長男で、トゥルーディーの義理の兄で、ペニーとビービーとシーシーのおじさん。
ウィザード・ケリー
声：エリーズ・スピアーズ、吹：不明
カメラに収まらないほど顔が映らないビジネスマン。
ウィジ―
ウィザードの息子
スマート・ベイビー
声：ロン・グラス
オスカーに嫌がらせをする赤ん坊。
サンセット・ブールバーデズ
声：マリア・キャナル・バレーラ、吹：笹島かほる
フェリックスの妻で、トゥルーディーの親友、ラ・シェネガの母で、警察官をしている。
フィリックス・ブールバーデズ
声：カルロス・メンシア、吹：西村健志
オスカーのお隣さんで友人、ラ・シェネガの父。
パピ・ブールバーデズ
声：アルバロ・グティエレス
フィリックスの父で、サンセットの義父で、ラ・シェネガの祖父、スペイン語以外は会話できない。
パピは、シュガー・ママに恋をしており、侮辱しない。
パピのモデルは、『怪鳥人間バットマン』に登場するシーザー・ロメロのジョーカー。
マイケル・コリンズ
声：フィル・ラマール、吹：井上雄貴
ペイン博士
声：ケビン・マイケル・リチャードソン
ペニーのお医者さん、オスカーの事を『フール』、ペニーには『イッティー・ビッティー』、シュガー・ママには「シュガー・ベア」と呼んでいる。
ピーボ
声：クリー・サマー、吹：福圓美里
プラウドのお隣さん、9歳の男の子、頭は賢く。オスカーは、それに関して全く苦しまないが、何かあれば訴える。
ピーボは最初、ペニーと付き合い、次はペニーに夢中になっていたが、その後はディジョネイの姉妹と付き合った。

## エピソードリスト
| シーズン | シーズン   | 話数       | 話数       | 放送期間      | 放送期間      |
| シーズン | シーズン   | 話数       | 話数       | 初回放送      | 最終回放送    |
| -------- | ---------- | ---------- | ---------- | ------------- | ------------- |
|          | 1          | 21         | 21         | 2001年9月15日 | 2002年5月24日 |
|          | 2          | 31         | 31         | 2002年9月27日 | 2005年8月19日 |
|          | テレビ映画 | テレビ映画 | テレビ映画 | 2005年8月19日 | 2005年8月19日 |

### シーズン1（2001年 – 2002年）
| #  | 邦題 | 原題                        | 放送日         | 配信日        |
| -- | ---- | --------------------------- | -------------- | ------------- |
| 1  |      | Bring It On                 | 2001年9月15日  | 2022年2月23日 |
| 2  |      | Strike                      | 2001年9月21日  | 2022年2月23日 |
| 3  |      | Rumors                      | 2001年9月21日  | 2022年2月23日 |
| 4  |      | Tiger Whisperer             | 2001年9月28日  | 2022年2月23日 |
| 5  |      | EZ Jackster                 | 2001年10月5日  | 2022年2月23日 |
| 6  |      | Spelling Bee                | 2001年10月12日 | 2022年2月23日 |
| 7  |      | She's Got Game              | 2001年10月19日 | 2022年2月23日 |
| 8  |      | Forbidden Date              | 2001年11月2日  | 2022年2月23日 |
| 9  |      | Teacher's Pet               | 2001年11月9日  | 2022年2月23日 |
| 10 |      | Don't Leave Home Without It | 2001年11月16日 | 欠番          |
| 11 |      | Seven Days of Kwanzaa       | 2001年12月7日  | 2022年2月23日 |
| 12 |      | Makeover                    | 2001年12月14日 | 2022年2月23日 |
| 13 |      | The Party                   | 2002年1月4日   | 2022年2月23日 |
| 14 |      | Love Thy Neighbor           | 2002年1月18日  | 2022年2月23日 |
| 15 |      | I Had a Dream               | 2002年2月1日   | 2022年2月23日 |
| 16 |      | I Love You Penny Proud      | 2002年2月8日   | 2022年2月23日 |
| 17 |      | Puff's Magic Adventure      | 2002年3月1日   | 2022年2月23日 |
| 18 |      | Enter The Bullies           | 2002年3月15日  | 2022年2月23日 |
| 19 |      | The Altos                   | 2002年4月12日  | 2022年2月23日 |
| 20 |      | Hip-Hop Helicopter          | 2002年4月26日  | 2022年2月23日 |
| 21 |      | Romeo Must Wed              | 2002年5月24日  | 2022年2月23日 |

### シーズン2（2002年 – 2005年）
| #  | 邦題 | 原題                                           | 放送日         | 配信日        |
| -- | ---- | ---------------------------------------------- | -------------- | ------------- |
| 22 |      | A Star Is Scorned                              | 2002年9月27日  | 2022年2月23日 |
| 23 |      | A Hero for Halloween                           | 2002年10月18日 | 2022年2月23日 |
| 24 |      | Ain't Nothing Like the Real Thingy, Baby       | 2002年10月25日 | 2022年2月23日 |
| 25 |      | Poetic Justice                                 | 2002年11月8日  | 2022年2月23日 |
| 26 |      | Behind Family Lines                            | 2002年12月13日 | 2022年2月23日 |
| 27 |      | Hooray for Iesha                               | 2003年1月3日   | 2022年2月23日 |
| 28 |      | Camping Trip                                   | 2003年2月17日  | 2022年2月23日 |
| 29 |      | Crouching Trudy, Hidden Penny                  | 2003年3月7日   | 2022年2月23日 |
| 30 |      | Pulp Boot Camp                                 | 2003年3月28日  | 2022年2月23日 |
| 31 |      | Tween Town                                     | 2003年4月11日  | 2022年2月23日 |
| 32 |      | One in a Million                               | 2003年4月18日  | 2022年2月23日 |
| 33 |      | Hmm, Tastes Like …                             | 2003年5月9日   | 2022年2月23日 |
| 34 |      | There's Something About Rene                   | 2003年5月23日  | 2022年2月23日 |
| 35 |      | Adventures In Bebe-Sitting                     | 2003年6月20日  | 2022年2月23日 |
| 36 |      | Surf and Turf                                  | 2003年6月27日  | 2022年2月23日 |
| 37 |      | The Legend of Johnny Lovely                    | 2003年7月25日  | 2022年2月23日 |
| 38 |      | The Camp, the Counselor, the Mole and the Rock | 2003年8月1日   | 2022年2月23日 |
| 39 |      | It Takes a Thief                               | 2003年9月12日  | 2022年2月23日 |
| 40 |      | Wedding Bell Blues                             | 不明           | 2022年2月23日 |
| 41 |      | Penny Potter                                   | 不明           | 2022年2月23日 |
| 42 |      | The Monkey Bidness                             | 2003年10月10日 | 2022年2月23日 |
| 43 |      | Thelma and Luis                                | 2003年10月10日 | 2022年2月23日 |
| 44 |      | Culture Shock                                  | 2003年10月24日 | 2022年2月23日 |
| 45 |      | Election                                       | 2003年11月7日  | 2022年2月23日 |
| 46 |      | The Bad and the Ugly                           | 2003年12月5日  | 2022年2月23日 |
| 47 |      | Smackmania 6: Mongo vs. Mama's Boy             | 2003年12月26日 | 2022年2月23日 |
| 48 |      | Suga Mama's Believers                          | 2004年2月16日  | 2022年2月23日 |
| 49 |      | Twins to Tweens                                | 2004年4月24日  | 2022年2月23日 |
| 50 |      | She Drives Me Crazy                            | 不明           | 2022年2月23日 |
| 51 |      | Who You Calling a Sissy?                       | 2005年8月12日  | 2022年2月23日 |
| 52 |      | Psycho Duck                                    | 2005年8月19日  | 2022年2月23日 |

### テレビ映画（2005年）
| 邦題                            | 原題                   | 放送日        | 配信日       |
| ------------------------------- | ---------------------- | ------------- | ------------ |
| プラウドファミリー ザ・ムービー | The Proud Family Movie | 2005年8月19日 | 2022年8月5日 |

### 全力!プラウドファミリー

#### シーズン1
| #  | 邦題                                           | 原題                                     | 配信日        |
| -- | ---------------------------------------------- | ---------------------------------------- | ------------- |
| 1  | 転校生がやってきた                             | New Kids on the Block                    | 2022年2月23日 |
| 2  | インフルエンサーの影響力                       | Bad Influence(r)                         | 2022年2月23日 |
| 3  | 全てはオレンジ色のバスケットボールから始まった | It All Started with an Orange Basketball | 2022年3月2日  |
| 4  | 2人の父親                                      | Father Figures                           | 2022年3月9日  |
| 5  | スナックランド                                 | Snackland                                | 2022年3月16日 |
| 6  | 乗り込め！                                     | Get In                                   | 2022年3月23日 |
| 7  | アル・ロッカーに願いを                         | When You Wish Upon a Roker               | 2022年3月30日 |
| 8  | 住み込み教師                                   | Home School                              | 2022年4月6日  |
| 9  | キンセアニェーラで大騒ぎ                       | Raging Bully                             | 2022年4月13日 |
| 10 | 故郷への道 パート1                             | Old Towne Road (Part 1)                  | 2022年4月20日 |

#### シーズン2
| #  | 邦題                     | 原題                    | 配信日       |
| -- | ------------------------ | ----------------------- | ------------ |
| 11 | 故郷への道 パート2       | Old Towne Road (Part 2) | 2023年2月1日 |
| 12 | 偉大なるシュガーママ     | Grandma's Hands         | 2023年2月1日 |
| 13 | 友達記念日               | Curved                  | 2023年2月1日 |
| 14 | 10点満点                 | A Perfect 10            | 2023年2月1日 |
| 15 | パフがパパに?!           | Puff Daddy              | 2023年2月1日 |
| 16 | プリンセス卒業           | The End of Innocence    | 2023年2月1日 |
| 17 | ソウル・バイブレーション | The Soul Vibrations     | 2023年2月1日 |
| 18 | アス・アゲイン           | Us Again                | 2023年2月1日 |
| 19 | ビービー                 | BeBe                    | 2023年2月1日 |
| 20 | 奴隷解放記念日           | Juneteenth              | 2023年2月1日 |

## 主題歌
プラウド・ファミリー
歌 - ソランジュ・ノウルズとデスティニーズ・チャイルド（オリジナル版）、ジョイス・ライス（リバイバル版）
オープニング映像ではプラウドと家族の日常が描かれており、扉のお客さんは毎回異なる。歌詞にはプラウドの家族と自分自身にまつわる内容が描かれている。
日本語吹き替え版では英語版主題歌となり、「Ouch!」のところは「いったーっ!」となっている。これはリバイバル版の「全力！プラウドファミリー」も同様である。
他国でも英語版主題歌を流用しているが、韓国版ではローカライズされている。

## 日本語版製作スタッフ

### プラウドファミリー
- 翻訳 - 高橋結花
- 演出 - みさわあやこ
- 録音・調整 - 桑原秀網
- 制作 - 小堀瑛里可、Iyuno-SDI Group, Tokyo

### プラウドファミリー ザ・ムービー
- 翻訳 - 安野美奈子
- 演出 - 向山宏志
- 録音・調整 - 徳永兼一
- 制作担当：村井亨子、森貝厚美（スタジオ・エコー）
- 録音制作 - スタジオ・エコー
- 日本語版製作 - ディズニー・キャラクター・ボイス・インターナショナル

### 全力!プラウドファミリー
- 翻訳 - 安野美奈子
- 演出 - 向山宏志
- 録音制作 - スタジオ・エコー
- 日本語版製作 - ディズニー・キャラクター・ボイス・インターナショナル